# Franco Giraldi
Franco Giraldi (Komen, 11 de julio de 1931-Trieste, 2 de diciembre de 2020) fue un director y guionista italiano.

## Biografía
Nacido en Komen, Giraldi pasó su infancia y adolescencia entre el Carso, Trieste y Gorizia. Durante la Segunda Guerra Mundial, todavía en edad menor, ayudó a los partisanos italianos.
Su primer contacto profesional con el mundo del cine fue como crítico de cine desde las páginas del diario L'Unità.
Posteriormente Giraldi tuvo la oportunidad de trabajar como subdirector de, entre otros, Gillo Pontecorvo, Giuseppe De Santis, Sergio Corbucci y Sergio Leone. Poco después de su trabajo con Leone en A Fistful of Dollars, Giraldi dirigió su primer spaghetti western, Seven Guns for the MacGregors, lanzado en 1966.
Tras cuatro westerns, en los que utilizó los seudónimos de Frank Garfield y Frank Prestand, en 1968 Giraldi dirigió su primera película con su nombre real, la commedia all'italiana La bambolona. Después de algunas otras comedias se dedicó a las adaptaciones literarias.
Giraldo falleció el 2 de diciembre de 2020 en la casa de reposo donde residía a la edad de 89 años, por causa del COVID-19.

## Filmografía
- Siete armas para los MacGregors (1966)
- Potro de azúcar (1967)
- ¡Arriba los MacGregors! (1967)
- Un minuto para rezar, un segundo para morir (1968)
- La bambolona (1968)
- Corazones solitarios (1970)
- La supertestimone (1971)
- Gli ordini sono ordini (1972)
- La rosa rossa (1973)
- Il lungo viaggio (1975)
- Colpita da improvviso benessere (1976)
- Un anno di scuola (1977)
- La giacca verde (1980)
- Il corsaro (1985)
- La frontera (1996)
- L'avvocato Porta (serie de televisión, 1997-1999)
- Voci (2000)